# Pimoidae
Pimoidae é uma pequena família de aranhas araneomorfas com cerca de 37 espécies validamente descritas, agrupadas em quatro géneros. A família é considerada monofilética e provavelmente estreitamente aparentada com a família Linyphiidae.

## Descrição
A família Pimoidae é um táxon relíquia ao longo da costa oeste da América do Norte e partes da Europa (Alpes, Apeninos e Montes Cantábricos) e nos Himalaias, o que torna provável a existência de um predecessor holárctico para as actuais espécies. Em 2003, foi encontrada uma espécie no Japão.
A espécie Pimoa cthulhu, descrita por Gustavo Hormiga em 1994, recebeu o nome com base na deidade mitológica Cthulhu, originada nas obras de horror cósmico de H. P. Lovecraft.

## Taxonomia
A família Pimoidae  inclui os seguintes géneros e espécies:
- Nanoa Hormiga, Buckle & Scharff, 2005
  - Nanoa enana Hormiga, Buckle & Scharff, 2005 — EUA

- Pimoa Chamberlin & Ivie, 1943 — América do Norte, Ásia, Europa (27 espécies)

- Putaoa Hormiga & Tu, 2008 — China
  - Putaoa huaping Hormiga & Tu, 2008 — China
  - Putaoa megacantha (Xu & Li, 2007) — China

- Weintrauboa Hormiga, 2003 — China, Japão, Rússia (7 espécies)
  - Weintrauboa chikunii (Oi, 1979) — Rússia, Japão
  - Weintrauboa contortipes (Karsch, 1881) — Rússia, Japão